# John Perry (homme politique)
Pour les articles homonymes, voir John Perry.
John Perry (né le 15 août 1956) est un homme politique irlandais du Fine Gael qui est ministre d'État de 2011 à 2014. Il est Teachta Dála (TD) de 1997 à 2016.

## Biographie
Perry est né à Ballymote, dans le comté de Sligo. Il fait ses études à la Ballymote National School et au Corran College de Ballymote. Perry est élu pour la première fois au Dáil Éireann lors des élections générales de 1997 conserve son siège jusqu'à sa défaite en 2016. En 1997, il devient porte-parole du Fine Gael pour la science, la technologie, les petites entreprises et les entreprises, ainsi que pour les comtés frontaliers. Il est membre du conseil du comté de Sligo de 1999 à 2003, représentant la zone électorale de Sligo – Strandhill. En juin 2000, il est nommé directeur adjoint de l'organisation et porte-parole adjoint chargé spécialement des questions frontalières. Il occupe ce poste jusqu'en février 2001.
Entre septembre 2002 et octobre 2004, il est vice-président du Comité mixte de l'Oireachtas sur les communications et les ressources naturelles. Il est également président du comité des comptes publics du Dáil. En octobre 2004, il est nommé porte-parole du parti pour la Marine, au sein du Front Bench d'Enda Kenny. Il est rétrogradé du Front Bench après un remaniement à la suite des élections générales de 2007. En juillet 2010, il est nommé porte-parole pour les petites entreprises.
Le 10 mars 2011, il est nommé dans le gouvernement Fine Gael-Travail comme ministre d'État au ministère de l'Emploi, de l'Entreprise et de l'Innovation, avec une responsabilité particulière pour les petites entreprises.
Le 22 juillet 2013, il est condamné à payer 2,47 millions d'euros par le tribunal de commerce pour des prêts impayés à la Danske Bank. En septembre 2013, Perry confirme qu'il a conclu un accord avec Danske Bank concernant ses prêts en cours.
Il est démis de ses fonctions de ministre d'État lors d'un remaniement en juillet 2014. Il est reconduit dans ses fonctions au Comité des comptes publics en décembre 2014.
En octobre 2015, Perry n'est pas sélectionné comme candidat du Fine Gael pour la circonscription de Sligo-Leitrim en vue des élections générales de 2016. En décembre 2015, il intente une action devant la Haute Cour contre le Fine Gael contestant les résultats de la convention de sélection. Le 22 décembre, l'exécutif national du Fine Gael annonce qu'il ajoute Perry à la liste des candidats de Sligo-Leitrim.
Il perd son siège aux élections générales de 2016. Il se présente comme candidat indépendant pour Sligo-Leitrim aux élections générales de 2020. Il est éliminé au septième tour.